# Ritz (Adelsgeschlecht)

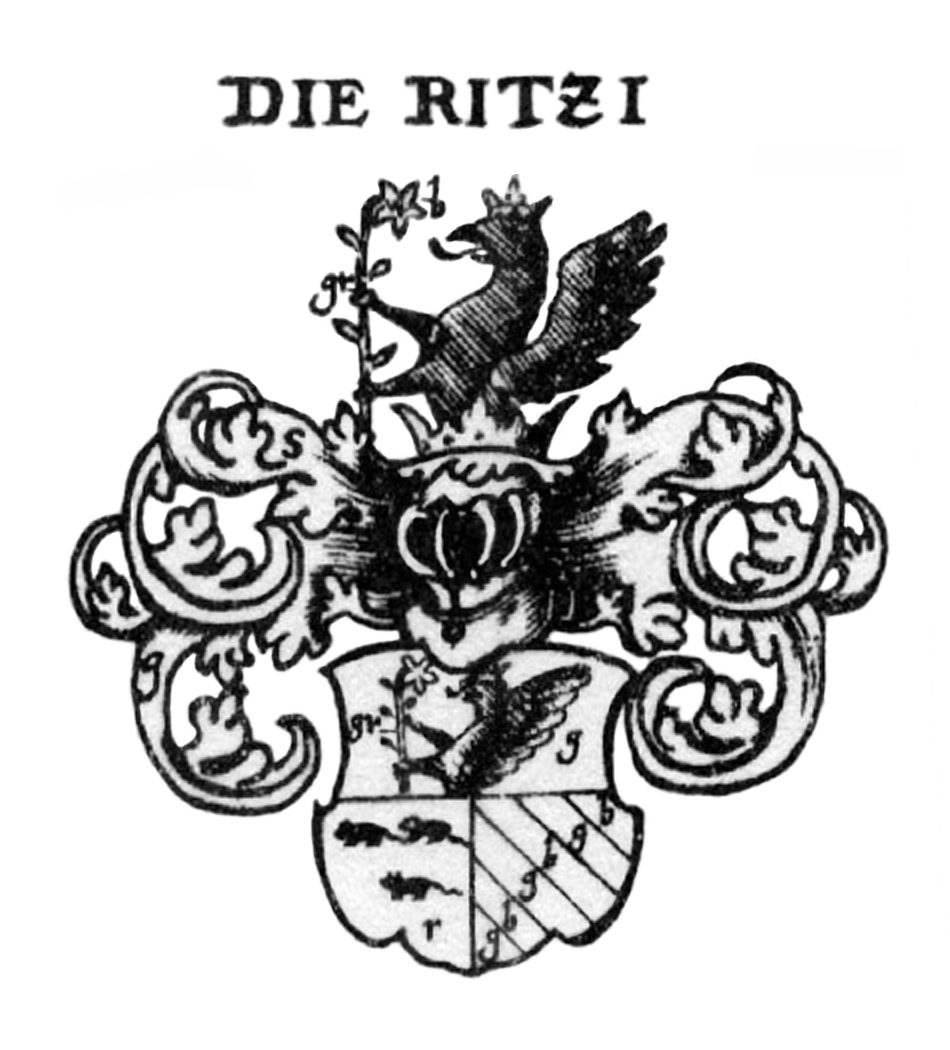
Wappen der Ritz (Ricci) von 1530

Die Ritz waren ein Tiroler-Salzburger Adelsgeschlecht mit jüdischen Wurzeln. Die Salzburger Linien der Ritz nannten sich nach ihren Sitzen zu Grueb, zu Bürgelstein bzw. zu Gartenau und erloschen um 1708. Die Linie nach Paul Ritz nannte sich nach ihrem Stammsitz Schloss Sprinzenstein Ritz zu Sprintzenstain und ab 1555 nur mehr Sprinzenstein. Weitere Sitze waren Reichenstein, Neuhaus, diese Linie stirbt 1679 im Mannesstamm aus. Die Töchterlinie der Lamberg-Sprinzenstein erlosch 1823, die der Hoyos-Sprinzenstein besteht noch.

## Geschichte
Die Vorfahren der Ritz (Ricius, auch: Rici, Ricci, Riccius) waren eine jüdische Familie deutscher Herkunft in Südtirol. Peter Anton Ricius trat 1520 in die Dienste des Kardinal Erzbischof von Salzburg Matthäus Lang von Wellenburg. 1525 erwarb Ritz den Ansitz Pürgelstein (heute Schloss Arenberg), im selben Jahr floh er mit dem Erzbischof vor den aufständischen Bauern auf die Veste Hohensalzburg. Peter Antons Bruder Paul Ritz studierte in Pavia Philosophie und Medizin, war dort dann Professor und konvertierte um 1505 zum Christentum. Paul war der Arzt des Brixener Fürstbischofs Christoph von Schroffenstein und des Salzburger Erzbischofs Matthäus Lang. 1514 wurde er kaiserlicher Hofarzt von Maximilian I. sowie Erzieher und Berater des Erzherzogs Ferdinand (des späteren Kaisers Ferdinand I.). 1529 erhielt Paul Ricius Gut und Schloss Sprinzenstein als Passauer Lehen. 1530 erhob Kaiser Karl V. Paul Ritz und Peter Anton mit dem Prädikat von Sprinzenstein in den Freiherrenstand.

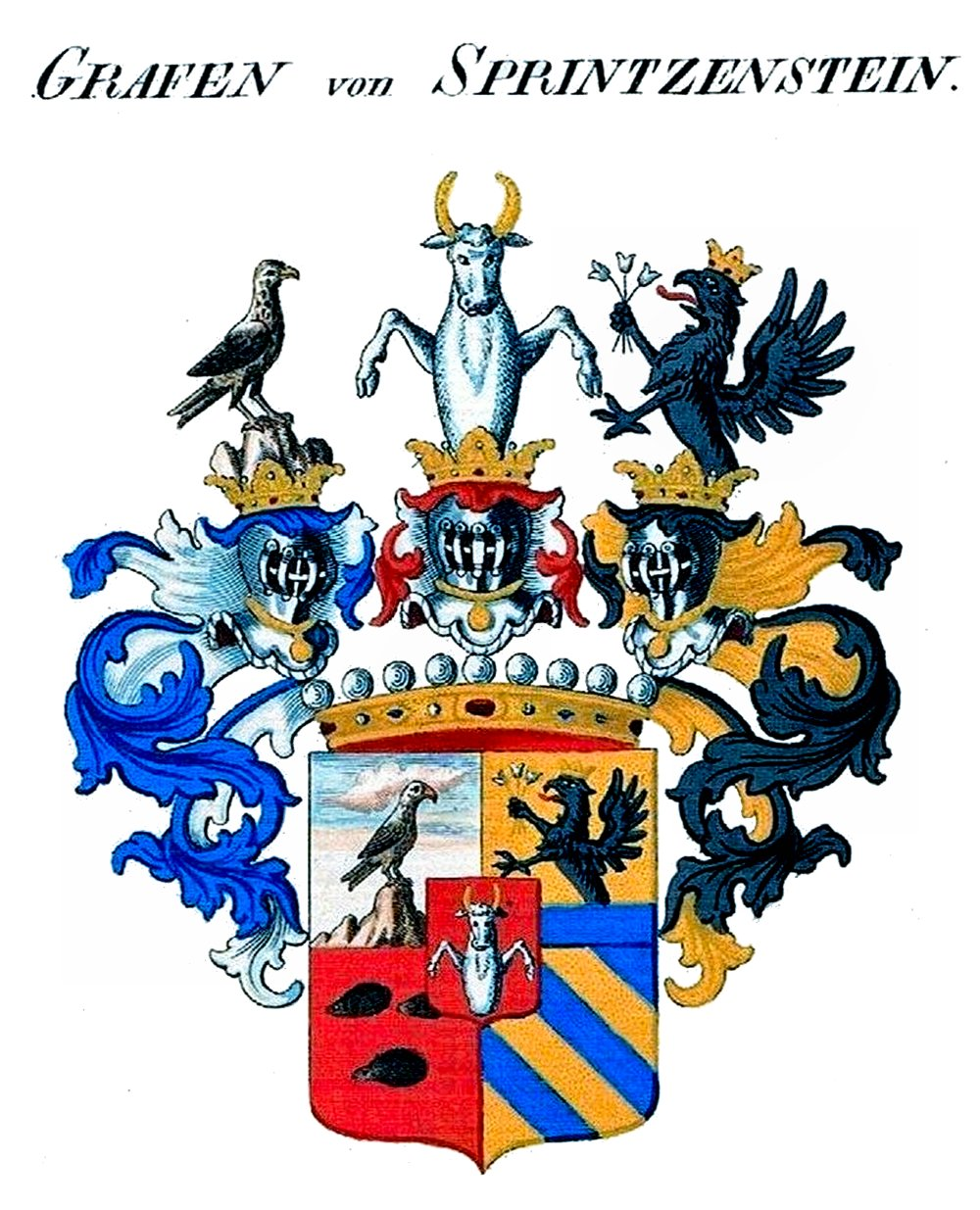
Wappen der Grafen von Sprintzenstein des Stammes Ritz

Die Nachkommen von Peter Anton bilden die Salzburger Linie der Ritz und verblieben im Ritterstand, sein Sohn Ludwig erbaute 1537 bei Lofer den Ansitz Grub (Grueb) (heute Schloss Grubhof). 1542 wurde er in die Salzburger Landmannschaft aufgenommen. 1555 kaufte er Bürglstein und nannte sich Ritz zum Sprinzenstein und Grueb. Seinem Urenkel Emmeram Friedrich bestätigte Kaiser Leopold I. 1665 seinen Freiherrenstand (s. unten)
andere Geschlechter
Die Ritz zu Niederemt und Etgendorff erhielten 1604 den kurpfälzischen Adelsstand, führen ein anderes Wappen und sind nicht stammesverwandt.

## Standeserhöhungen
- Freiherrenstand d. dto. Augsburg, 15. November 1530, von Kaiser Karl V. für Peter Anton Ritz und seinen Bruder Paul (von dem die von Sprinzenstein), „welcher Herrenstand aber Peter Anton und seine Descendenten bis auf dato aus gewissen Ursachen nicht, sondern des Adels- und Ritterstands allein gebraucht“. (im Freiherrndiplom vom 15. November 1530 steht nur Paul allein).

- Bestätigung des Reichs- und erbländischen Freiherrenstandes d. dto. Wien, 28. Februar 1665, von Kaiser Leopold I. für Emmeram Friedrich mit dem Prädikate „von Gartenau“, „Wohlgeboren“ und „Frei- und Edle Herren von Ritz zu Gartenau“, sowie Wappenvermehrung durch „Scheller und Panichner, deren Schild und Helm ohnedies zum Gut Gartenau angefallen“.[6]

## Wappen

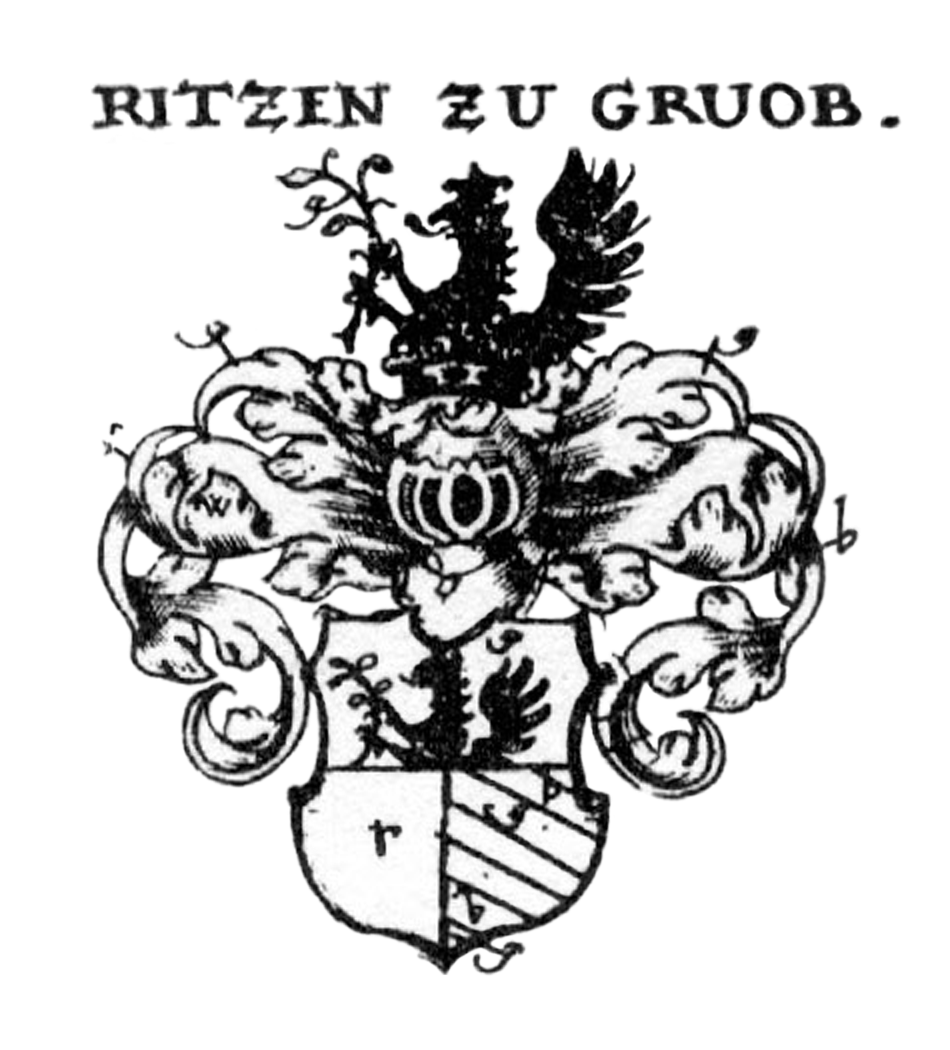
Wappen der Ritz zu Grub

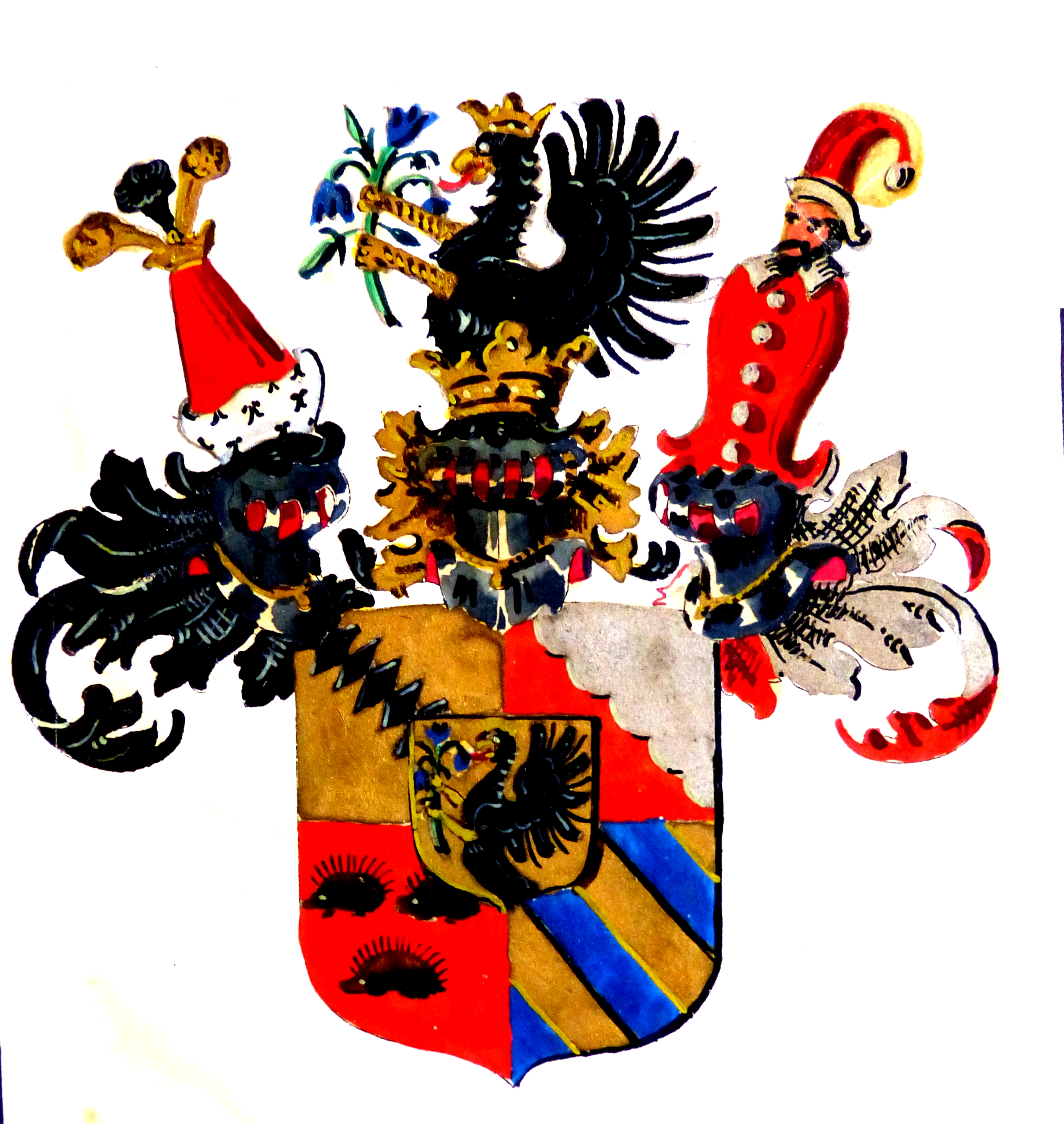
Wappen der Ritz zu Gartenau (1665)

### Wappen (1530)
Geteilter Schild, oben in Gold ein nach rechts gewendeter halber wachsender schwarzer gekrönter Greif, in den Pranken 3 blaue Ackerblumen mit grünen Stängeln haltend; unten gespalten, rechts in Rot drei (2, 1) nach rechts laufende Igel (riccio = Igel) in natürlicher Farbe, links in Gold 3 blaue Schrägrechtsbalken. Auf dem gekrönten Stechhelm wachsender nach rechts gewendeter gekrönter schwarzer Greif, drei Blumen haltend. Decken: schwarz-gold.

### Wappen der Ritz zu Gartenau (1665)
Quadriert. 1. in Gold 5 schrägrechts aneinander gereihte schwarze Rauten (Scheller), 2. schrägrechter Wolkenschnitt, oben weiß, unten rot (Panicher), 3. in Rot 3 (2, 1) nach rechts laufende naturfarbene Igel, 4. in Gold drei blaue Schrägrechtsbalken. Herzschild: in Gold nach rechts gewendeter oberhalb wachsender schwarzer gekrönter Greif, links grünen Stamm mit 3 Stängeln und blaue Ackerblumen haltend.
Auf den drei Helmen, 1. roter Herzogshut mit Hermelinstulpe, daran wachsend heidnischer Hut mit 3 gold-schwarz-goldenen Straußenfedern, die aus einer Krone wachsen (Scheller). 2. (Mitte) aus Königskrone wachsender rechtsgewendeter schwarzer Greif wie im Schild (Ritz), 3. rotgekleideter Mannsrumpf ohne Arme mit roter etwas abhängender Kappe mit weißer Stulp (Panichner). Decken: schwarz-gold, rot-weiß.

## Stammliste der Salzburger Linie
Peter Anton Ricius (Riccio) († vor 25. Juli 1537) aus Italien (Mailand) stammend, Rat K. Maximilians I., erscheint 1525 als Salzburger Geheimer Rat unter den mit Kardinal Erzbischof Mattheus in der Hohensalzburg durch die rebellischen Bauern Eingeschlossenen, 1529 „Diener“ des Erzbischofs (begr. Domkreuzgang); ⚭ Anna von Edlfingen (Quelle nur der gemalte Stammbaum im Museum).
A1. Ludwig „Ritz zum Sprinzenstein und Grueb“ († Laufen 5. Mai 1559), wird 1525 nach der Schlacht bei Pavia unter einem Haufen Toter hervorgezogen, pilgert ins Heilige Land und wird Ritter des Ordens von hl. Grab. Kämpft dann in Afrika, in Ungarn gegen die Türken, sowie als kais. Rittmeister. Um 1537 salzb. Rat, kauft einen Hof bei Lofer, „wo er eine feine Wohnung von neuem erbaut“ (Sitz Grueb), dessen Edelmannsfreiheit 1589 bestätigt wird, 1542 salzb. Landmann, 1553 Pfleger zu Laufen und Haunsperg, kauft 1555 von Max Keutzl den Sitz Bürglstein; ⚭ Felizitas († 22. Februar 1577), Tochter des Christof Elsenheimer
B1. Jakob Friedrich († 1612), 1579 Landrichter in Abtenau, 1587 Hofrat, 1597 Pfleger in Mittersill; wird 1601 abgesetzt, weil er die Steuerbeschreibung seinem Gerichtsschreiber übertrug und statt dieser Arbeit seinen Privatgeschäften nachging; ⚭ Salzburg (Dom) 1. Juni 1586 mit Rosina Altmann († 13. Dezember 1631), To. v. Felix Altmann zu Urstein und Anna Fröschlmoser, heiratet als Witwe Hans Christof Teufl von Pichl, Pfleger von Abtenau
C1. Johann Friedrich, † ledig
C2. Maria Felizitas († Linz 10. Dezember 1624) ⚭ vor 1616 Johann Bapt. Spindler von Hofegg, kais. Rat, Verwalter der Hauptmannschaft Österreich ob der Enns, † 1629
D1, Franz († 25. November 1619, begraben in Altmünster)
C3. Brigitte († 1634) ⚭ 16. März 1623 Andreas Hörl von Waltersdorf, bayr. Mautner in Straßwalchen, 1625 Pfleger zu Winzer
C4. Rosina (* ~1593; † 13. November 1601)
C5. Hans Felix (* 19. Juni 1602; † 26. Dezember 1602)
B2. Christof Karl († 8. August 1600), 1590 fb. passauischer Rat und Pfleger zu Obernzell und Griesbach, ⚭ Ursula Puchleitner zu Sinzing († 15. Sept. 1623, ▭ Domkreuzgang Passau), To. v. Georg Puchleitner und Katharina Paumkircher
C1. Johann Georg ⚭ I Fuch, ⚭ II Anna Margarete Erlbeck († Braunau a. Inn 12. März 1672?), To. v. Otto Erlbeck auf Sünningen und Maria Schärtl von Burtenbach, in 2. Ehe verm. mit Johann Konrad Ruck von Danneck
C2. Maria Euphrosina ⚭ Max von Rehlingen, 1647, Kämmerer des Erzherzogs Leopold
C3. Regina Katharina († Wien 1655) ⚭ Grub 1630 Jakob Frhr. v. Berchtold († Wien 28. Mai 1641), k. k. Regierungsrat und Hofkammerdirektor
C4. Ursula Margarete (lebte noch 1655) ⚭ Wien 23. März 1629 Paul Hieronymus v. Ello († 10. Dezember 1635 ▭ Dominikaner Wien?), niederöst. Regierungsrat
B3. Haimeram († 25. Februar 1617 Salzburg), ▭ (Grabmal in Nonnberg) 1579 salzb. Hofjunker, 1587 Hofuntermarschall und Hofrat, 1589 Kämmerer, 1590 Probst im Zillertal und Pfleger von Kropfsberg, erwirbt die Güter seiner Brüder 1. und 2., kauft 1604 vom Domkapitel den Bürglsteingarten, ⚭ Salzburg (Dom) 29. Mai 1588 mit Barbara Alt († 22. Juni 1614, ▭ Grabstein Nonnberg), To. v. Wilhelm Alt und Magdalena Unterholzer; Barbara ist die Schwester der Salome Alt
C1. Hans Ludwig „zu Ramseiden, Grueb und Bürglstein“ (* ca. 1592; † 19. Februar 1655, ▭ Nonnberg), 1619 salzb. Hofrat, 1638 Landschaftsverordneter und Generalsteuereinnehmer, erbaute 1627 die Marienkapelle beim Schloß Bürglstein und besitzt das „Ritzerbogenhaus“ (Sigm. Haffnergasse 10), wo er gleichfalls eine Kapelle baute, erwirbt auch das Schloss Gartenau, ⚭ I Salzburg (Dom) 26. Nov. 1618 Regina Barbara Rehlinger, To. v. Friedrich Rehlinger zu Goldenstein und Maria Alt; sie wird 1623 mit dem Straßhof bei Golling belehnt, den ihr Magdalena v. Haunsperg geb. Alt geschenkt hatte, ⚭ II 11. Jänner 1638 Ursula Katharina von Block (* in Brabant; † 10. August 1655), Witwe nach Johann Siegmund von Mabon, hf. Oberstleutnant und Stadthauptmann
D1. Johann Franz (* 31. Dezember 1619 Salzburg; † 24. Dezember 1664), Pater, 23. Mai 1638 Profeß im Kloster Tegernsee als „P. Franz v. Rizi“, Primiz 1. Mai 1644, Abteisekretär und Sakristan
D2. Emmeram Friedrich „zu Grueb, Bürglstein und Gartenau“ (* 16. Februar 1621 Salzburg; † Salzburg 25. Okt. 1681) 1640 Hofratsakzessist, 1647 Hofkammerrat, 1654 Pfleger von Plain und Stauffenegg, 1662 Oberstküchenmeister, 1663 geh. Rat, 1665 Kämmerer, 1670 Absentpfleger von Neuhaus, wird 1662 mit dem Schloß Elsenheim belehnt, 1665 Freiherrnstand; ⚭ Esmerina Zoller († 20. Jänner 1677) To. v. Christof Jakob Zoller von Zollershausen, Gerichtsherrn und Pfandinhabers der Herrschaft Vellenberg und des Landesgerichtes Sonnenburg, und Esmerina Freiin von Völs zu Intzing
E1. Esmerina (* 31. März 1656, † 20. Jänner 1677) ⚭ Salzburg (Dom) 12. Februar 1676 Ferdinand Paris Frhr. von Rehlingen († 19. Jänner 1699), Universalerben eingesetzt unter der Bedingung, dass sein erster Sohn aus seiner zweiten Ehe zeitlebens sich „von Rehlingen-Ritz“ nenne und sein Wappen führe. Ferdinand Paris heiratete in zweiter Ehe 1682 M. Ursula Theresia Gräfin Sarnthein († 1698)
D3. Maria Helena (* 29. Jänner 1624; † vor 1655) ⚭ Egon Gotthart Maurer von Hohenstein († 1655)
D4. Susanne Barbara (von Bucelinus erwähnt), † vor 1655
D5. Karl Ludwig
C2. Christian Karl, wird Jesuit (genannt 1621, 1626)
C3. Maria Salome (* 12. März 1598)
C4. Bernhard Wilhelm „zu Grueb, Ramseiden und Bürglstein“ († Saalfelden 28. Juli 1645), 1617 in München, 1619 immatr. an der Universität Würzburg, 1620 salzb. Truchseß, ⚭ 27. August 1623 Emerita Ilsung von Tratzberg († 1. Dezember 1649 Saalfelden)
D1. Christof Bernhart (* 3. Mai 1627, † vor 1651), geht in spanischen Kriegsdiensten nach Italien
D2. Maria Anna († 27. August 1684) ⚭ Mauterndorf 14. Jänner 1646 Wilhelm Karl Jocher von Eggersberg, Höch und Hohenrain, † 16. Mai 1653 Tafel in St. Gertrauden bei Mauterndorf
D3. Maria Eufrosina (* 11. Februar 1630, † nach 1679) ⚭ Reinhart (Tobias) Krieger v. Neuenkreut, bayr. Salzmair in Reichenhall, † 11. November 1677
D4. Maria Barbara (* 2. Februar 1631) ⚭ Mauterndorf 19. Juni 1651 Konrad Graf von Schernberg († Schernberg 17. August 1668), hf. Rat und Kämmerer (zweite Ehe)
D5. Maria Eva (* 27. September 1633) ⚭ Wolf Andrä von Pichl († Pichl bei Mariapfarr 14. April 1651), Pfleger in der Lavant
D6. Maria Julie (* 5. Februar 1635; † 1. Juli 1635)
D7. Franz Wilhelm „zu Grueb“ (* 12. Mai 1636; † Saalfelden 9. Mai 1666), übernimmt 1663 von seinen Schwestern die Sitze Grueb und Ramseiden und fertigt sie mit je 2000 Gulden ab, ⚭ Saalfelden 11. November 1664 Anna Barbara, To. v. Raimund Grimming von Niederrain und Maria Elisabeth Perwein (heiratet in zweiter Ehe Johann Christ. Pauernfeind, Pfleger v. Mattsee)
E1. Emmeram Raimund (* 4. Dezember 1665 Saalfelden; † 1708) 1684 hf. Truchseß, 1694 Rat; ⚭ Saalfelden 24. September 1684 Ursula Johanna Pauernfeind († 1729), To. v. Christof Pauernfeind von Eys und Maria Elisabeth Grebner von Wolfsthurn
F1. Franz Raimund (* 19. September 1685 Saalfelden, † 19. Oktober 1685).
F2. Maria Josefa Franziska (* 10. März 1691 Saalfelden, † 7. Jänner 1708 Goldegg). Die letzte ihres Stammes ⚭ Goldegg 5. September 1707 Johann Sebald Lieb v. Liebenheim († 5. Dezember 1741), Pfleger von Goldegg. Diese Ehe blieb kinderlos.
D8. Maria Walburga (* 18. Juli 1637, † 16. Februar 1707 Tamsweg) ⚭ I 16. August 1667 mit Johann v. Prochenberg († 26. Dezember 1682); ⚭ II 1684 mit Wolf Ferdinand von Grimming „zu Tamsweg und Niederrain“, steirischer und Kärntner Landmann
C5. Wolf Dietrich
C6. Christine (beide nur von Bucelin erwähnt).
B4. Barbara († 17. Oktober 1594) ⚭ Franz Grimming v. Niederrain († 1570/71), Hofuntermarschall und Pfleger von Haunsperg
B5. Sophie ⚭ Judas Macchabäus Kölderer zu Burgstall, 1566 salzb. Hofrat, fürstb. regenburg. Mundschenk
B6. Katharina († 1616 Grabenstätt (b. Rosenheim OB.)) ⚭ Sebastian von Widenpacher zu Grabenstätt und Sonnen († Mai 1613), 1588–1594 Pflegsverwalter von Traunstein
B7. Brigitte († vor 2. Oktober 1585) ⚭ Martin Strasser von Neudegg († 1626), 1578 salzb. Kammermeister, 1581 Hofrat etc.
B8. Benigna (1561 noch am Leben)

## Abkürzungen und Erklärung

### Erklärung
| Text         | bedeutet                                              | oder                    |
| 1848/50      | 1848 ODER 1850                                        |                         |
| 1848–50      | VON 1848 BIS 1850                                     | zwischen 1848 und 1850  |
| 1848?        | fraglich oder unsicher                                |                         |
| Hanns (Hans) | kursiv Original-, in Klammer die heutige Schreibweise |                         |
| Hans/Hanns   | verschiedene Schreibweisen                            | gleichwertige Varianten |
| (Hanns)      | weitere Schreibweise                                  | Variante                |

### Abkürzungen und Symbole
| *      | geboren                 | R.         | Ritter                       | NÖ, nö       | Österreich unter der Enns, -isch |
| ~      | getauft                 | Hr         | Herr                         | OÖ, oö       | Österreich ob der Enns, -isch    |
| ⚭      | Eheschließung, Hochzeit | Frhr       | Freiherr                     | Ktn, ktn     | Kärnten, kärntnerisch            |
| %      | Scheidung, geschieden   | Frn        | Freifrau, Freiin             | Stmk, stmk   | Steiermark, steirisch            |
| †      | gestorben               | Gf         | Graf                         | Tir, tir     | Tirol, tirolerisch               |
| X      | gefallen                | Gfn        | Gräfin                       | Salzb, salzb | Salzburg, Salzburger             |
| ▭      | begraben in             | hf         | hochfürstlich                | Böh, böh     | Böhmen, böhmisch                 |
| gen.   | genannt                 | Verord.    | Verordneter (der Landschaft) | Mähr, mähr   | Mähren, mährisch                 |
| rel    | kirchliche Hochzeit     | Verord.Ri. | Verordneter des Ritterstands | Krn, krn     | Krain, krainer                   |
| civ    | zivile Eheschließung    | Verord.Hr. | Verordneter des Herrenstands | Ung, ung     | Ungarn, ungarisch                |
| To. v. | Tochter von             | Hptm       | Hauptmann                    | erbl.        | erbländisch                      |